# Acidente do F-16 Fighting Falcon da Força Aérea Grega
O acidente do F-16 Fighting Falcon da Força Aérea Grega foi um acidente aéreo ocorrido em 26 de janeiro de 2015, no Aeroporto de Albacete, na cidade de Albacete, em Espanha.

## Acidente
O avião grego, integrado no Tactical Leadership Programme, um programa da OTAN, destinado a melhorar a cooperação multinacional em operações aéreas, procedia a realizar um exercício quando, durante a manobra de decolagem, perdeu força e caiu. O acidente envolveu, pelo menos, cinco aviões do tipo Mirage franceses e Alfa-Jet italianos.